# Dar Młodzieży
Die Dar Młodzieży ist ein als Vollschiff getakeltes polnisches Segelschulschiff für angehende Offiziere der Handelsmarine. Es wurde 1981/82 nach Plänen des polnischen Schiffsarchitekten Zygmunt Choreń auf der Leninwerft in Danzig als Vollschiff aus Stahl gebaut, als Nachfolger der Dar Pomorza. Die Dar Młodzieży kann eine Reisegeschwindigkeit von 16,5 Knoten erreichen und 60 Tage auf See bleiben, ohne einen Hafen ansteuern zu müssen. Sie ist das Typschiff der Klasse von sechs Schiffen.
Die Dar Młodzieży ist das erste große Segelschiff polnischer Herkunft, das 1987–88 (auf der Fahrt zum Jubiläum Australiens) erfolgreich die Erde umsegelt hat. Mehrfach hat es auch an den Cutty Sark Tall Ships’ Races (heute Tall Ships’ Races) teilgenommen (1982, 1986, 1995–1996, 2001, 2002, 2003 und 2007).
2011 besuchte sie Travemünde anlässlich der 100-Jahr-Feier der Passat.
Der Name bedeutet „Geschenk der Jugend“.

## Schwesterschiffe
Die auf der Danziger Werft gebauten Schwesterschiffe der Dar Młodzieży sind Pallada, Khersones, Druschba, Mir und Nadeschda.

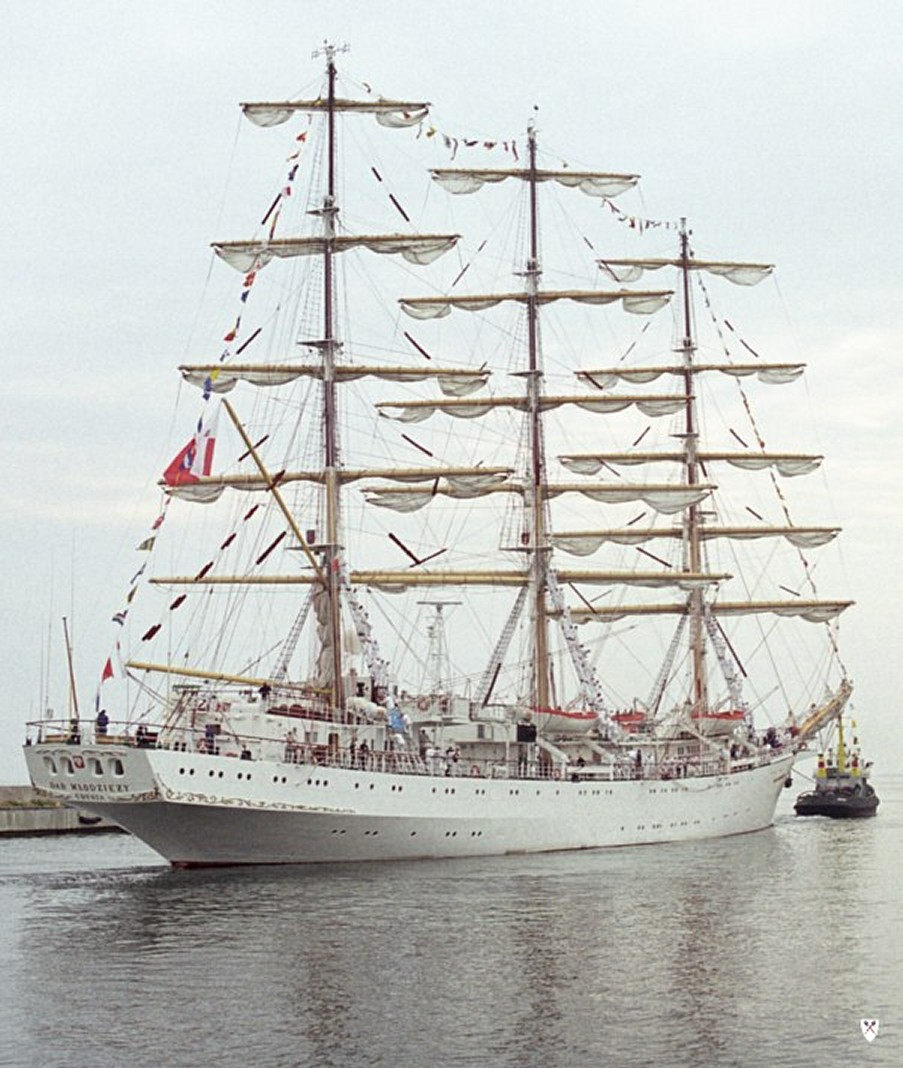
In Gdingen (Cutty Sark Tall Ships’ Races 2003)
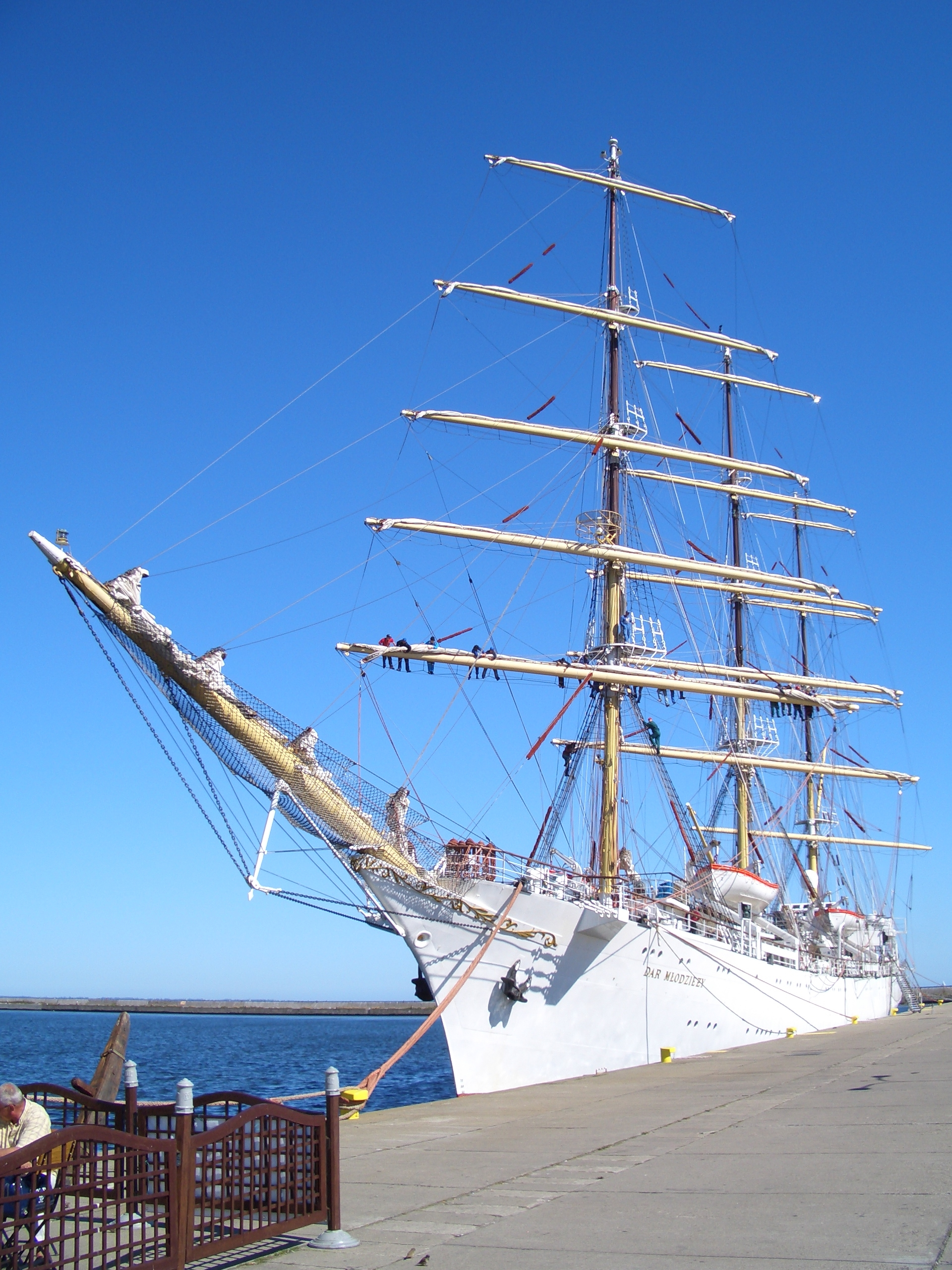
Die Dar Młodzieży in Gdingen 2005
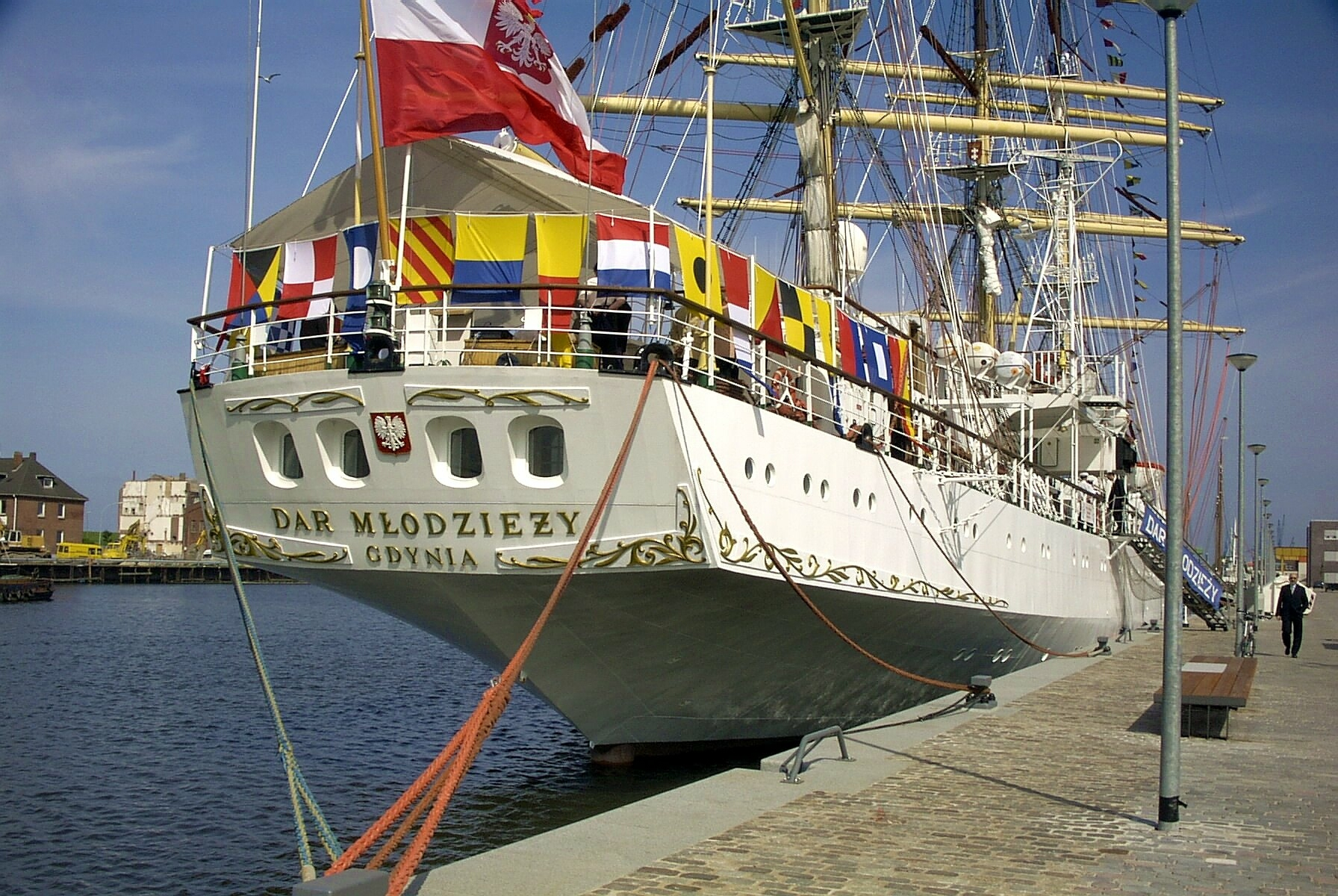
Die Dar Młodzieży achtern
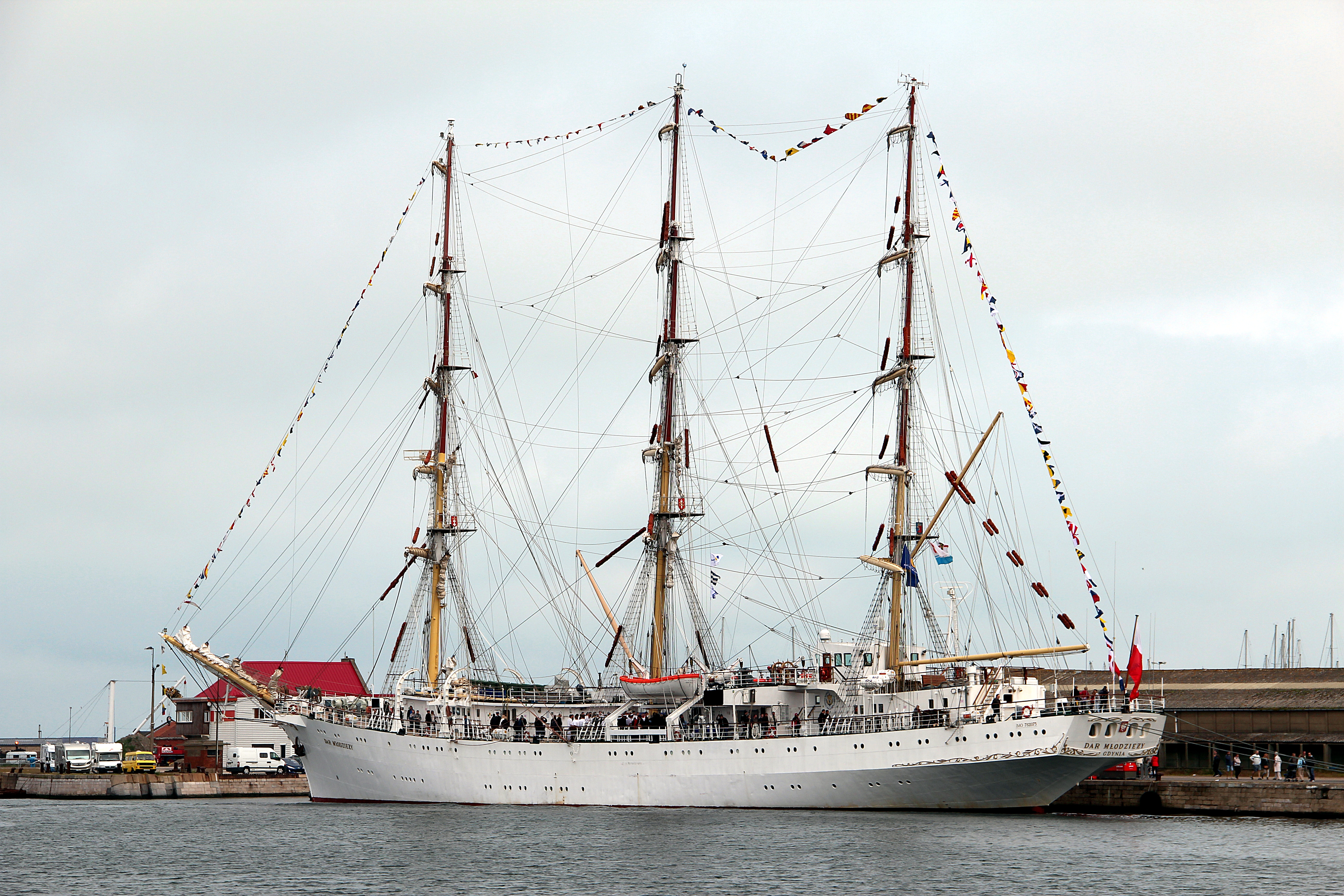
Dünkirchen (2013)